# منتخب بليز لكرة القدم للسيدات
منتخب بليز الوطني لكرة القدم للسيدات (بالإنجليزية: Belize women's national football team)‏ هو ممثل بليز الرسمي في المنافسات الدولية في كرة القدم للسيدات، يديريه اتحاد بليز لكرة القدم. تأسس في 2001.